# ヒュンダイ・トラジェ
トラジェ（TRAJET、朝: 트라제 XG）は、大韓民国の現代自動車によってかつて製造・販売されていたミニバン型の乗用車である。

## 初代（FO型、1992年-2007年）

### 概要
XG型グレンジャーやEF型ソナタと同じプラットフォーム、LZ型エクウスと同じサスペンションを使用して乗り心地を上質にすることで、韓国では高級感を演出するためか車名にXGをつけ「トラジェXG」として販売された（韓国で放映された登場時のCMにはXG型グレンジャーが登場しており、キャッチコピーは「もうひとつのXG」と銘打たれていた）。なお、輸出仕様車はXGはつけず「トラジェ」として販売された。
デザインはドイツ・フランクフルト近郊のリュッセルスハイムに設立されたヒュンダイの欧州R&Dセンターが手がけた。
発売当初は2.7L V型6気筒デルタガソリンエンジン、2.7L V型6気筒デルタLPGエンジン、2.0L シリウスIIガソリンエンジンの3種類のエンジンにコラムシフト式の4速ATとフロアシフト式の5速MTの2種類のトランスミッションをラインナップ。シート配列は6人乗り仕様（2.7L V型6気筒ガソリンエンジン）、7人乗り仕様（2.0L ガソリンエンジン）、9人乗り仕様（2.7L V型6気筒LPGエンジン）の3種類をラインナップ。フットパーキングブレーキを採用して前席スペースの実用性を向上させ、6人乗り仕様はウォークスルー機能も採用した。その他、発売当時はまだ先端技術であったタイヤ空気圧警報システムや韓国では初となる音声警報システム、車両検知センサーなどを装備した。
韓国では発売初日に15,342台が契約された。この記録は韓国で発売された車の発売初日での最高契約記録となる。これは発売当時の原油価格の高騰に伴うLPGブームが起きていたことによるもの。

### 歴史
- 1999年5月10日から18日間までソウル特別市江南区三成洞のコエックスにて開催されたソウルモーターショーで「トラジェ」として初公開[3]、同年10月18日に発売。現代自動車としてはHD1000以来、18年ぶりとなる全輪駆動のミニバンである。
- 2000年12月にSM型サンタフェと同時に2.0L HTIディーゼルエンジンをラインナップに追加、1列目にサイドエアバックを追加。また、新規のバンパーと木目調デザインを採用。
- 2002年に2.0L CRDIディーゼルエンジンをラインナップに追加、ツートンカラーを追加。また、ワールドカップのロゴが刻まれたアルミホイールとレザーシートなどを採用したワールドカップ仕様車を限定販売。
- 2003年に2.0L VGTディーゼルエンジンをラインナップに追加したイヤーモデルを発売（GLグレードは従来の2.0L CRDIディーゼルエンジンを搭載）。従来の15インチのディスクブレーキから16インチのディスクブレーキに変更。
- 2004年にフロントグリルやテールランプなどを変更、内装にベージュを追加し木目調のカラーを変更するなどマイナーチェンジを実施。ヘッドランプとリアランプの方向指示器が従来の黄色から銀色に変更され、リアランプはクリアタイプに変更。エンジンは2.0L VGTディーゼルエンジンと2.0L ベータガソリンエンジンの2種類に整理。
- 2004年2月12日にヒュンダイモータージャパンが燃料漏れを起こす可能性があるとして国土交通省にリコールを届け出た。2001年10月 - 2002年11月間に生産された397台が対象となる[4]。 燃料タンク上部に設置されている燃料遮断弁の加工が不適切なため、燃料が燃料蒸発ガス発散防止装置に流入し、燃料漏れを起こすおそれがある。
- 2007年1月にワントーンカラーやスーパービジョンクラスターなどを採用したトラジェ最後となるイヤーモデルを発表。アルミホイールとフロントグリルのデザインを変更。
- 2007年5月末に販売不振によりグランドスタレックスに統合される形で生産終了。それ以降は在庫対応分のみの販売となり、同年11月まで販売された。
- 2008年10月に輸出仕様車も生産終了。

### 日本仕様車
2001年から2003年にかけて日本に輸入された。日本仕様車は基本的に欧州仕様車をベースにしており、2.0L直列4気筒と2.7L V型6気筒のFF方式のモデルが輸入された。シート配置は「2-2-3」の7人乗り仕様のみの設定だったが、欧州では「2-3-2」の7人乗り仕様、韓国では「3-3-3」の9人乗り仕様の設定もあった。日本仕様車においても欧州流儀に2列目、3列目シートは着脱可能であり、取り外した場合ちょっとした商用車並みのラゲッジスペースを確保できるという美点があったが日本においては外したシートの置き場所確保が困難な事情もあってかこの機能はそれほど評価されなかった。
捕らえ所のない印象のスタイルが災いしたのか、マツダ・MPV、トヨタ・エスティマを初めとする競合車種との販売競争に敗れ、2003年には日本への輸出を終了した。

### 後継車種
本来は「ポルティコ」という後継車種が2008年 - 2009年頃に登場する予定で、北米市場でも現地テストを実施するなど発売予定だったが、当時発生した世界金融危機の余波で計画中止となった。また、2021年にトラジェと同様のポジションであるクストが発売されたが、中国市場向けの車種であり韓国および世界市場では販売されていない。
そしてその後のCUV流行や7人乗りSUVの充実(例：マックスクルーズ、パリセード)もあってか、ヒョンデのミニバンはトラジェ、及び同世代のグレース、マトリックス/ラヴィータ以降は2025年3月に至るまでスタレックス及びその後継たるスターリアと北米専売車種にして2代目キア・カーニバルの兄弟車たるアントラージュしか存在していない。

## ラインナップ

### 1999年 - 2000年
- 6人乗り仕様V型6気筒2.7L ガソリンエンジン GOLD
- 7人乗り仕様直列4気筒2.0L ガソリンエンジン GLS
- 9人乗り仕様V型6気筒2.7L LPGエンジン GLS
- 9人乗り仕様V型6気筒2.7L LPGエンジン GOLD

### 2000年
- 6人乗り仕様V型6気筒2.7L ガソリンエンジン GOLD
- 7人乗り仕様直列4気筒2.0L ガソリンエンジン GL
- 7人乗り仕様直列4気筒2.0L ガソリンエンジン GLS
- 9人乗り仕様V型6気筒2.7L LPGエンジン GL
- 9人乗り仕様V型6気筒2.7L LPGエンジン GLS
- 9人乗り仕様V型6気筒2.7L LPGエンジン GOLD

### 2000年 - 2004年
- 6人乗り仕様V型6気筒2.7L ガソリンエンジン GL
- 7人乗り仕様直列4気筒2.0L ガソリンエンジン GLS
- 7人乗り仕様直列4気筒2.0L ガソリンエンジン GOLD
- 9人乗り仕様V型6気筒2.7L LPGエンジン GL
- 9人乗り仕様V型6気筒2.7L LPGエンジン GLS
- 9人乗り仕様V型6気筒2.7L LPGエンジン GOLD
- 9人乗り仕様直列4気筒2.0L HTIディーゼルエンジン GL
- 9人乗り仕様直列4気筒2.0L HTIディーゼルエンジン GLS
- 9人乗り仕様直列4気筒2.0L HTIディーゼルエンジン GOLD
- 9人乗り仕様直列4気筒2.0L CRDIディーゼルエンジン GL
- 9人乗り仕様直列4気筒2.0L CRDIディーゼルエンジン GLS
- 9人乗り仕様直列4気筒2.0L CRDIディーゼルエンジン GOLD
- 9人乗り仕様直列4気筒2.0L VGTディーゼルエンジン GL
- 9人乗り仕様直列4気筒2.0L VGTディーゼルエンジン GLS
- 9人乗り仕様直列4気筒2.0L VGTディーゼルエンジン GOLD

### 2004年 - 2007年
- 7人乗り仕様直列4気筒2.0L ガソリンエンジン GL
- 7人乗り仕様直列4気筒2.0L ガソリンエンジン GLS
- 9人乗り仕様直列4気筒2.0L VGTディーゼルエンジン GL
- 9人乗り仕様直列4気筒2.0L VGTディーゼルエンジン GLS
- 9人乗り仕様直列4気筒2.0L VGTディーゼルエンジン GL
- 9人乗り仕様直列4気筒2.0L VGTディーゼルエンジン GLS
- 9人乗り仕様直列4気筒2.0L VGTディーゼルエンジン GOLD

## 車名の由来
トラジェはフランス語で「旅行」、「旅」を意味する。
XGは「eXtra Glory」の略語で「最高の栄光」を意味する。